# Année nationale des mathématiques
Ne pas confondre avec Année 2000 : année mondiale des mathématiques.

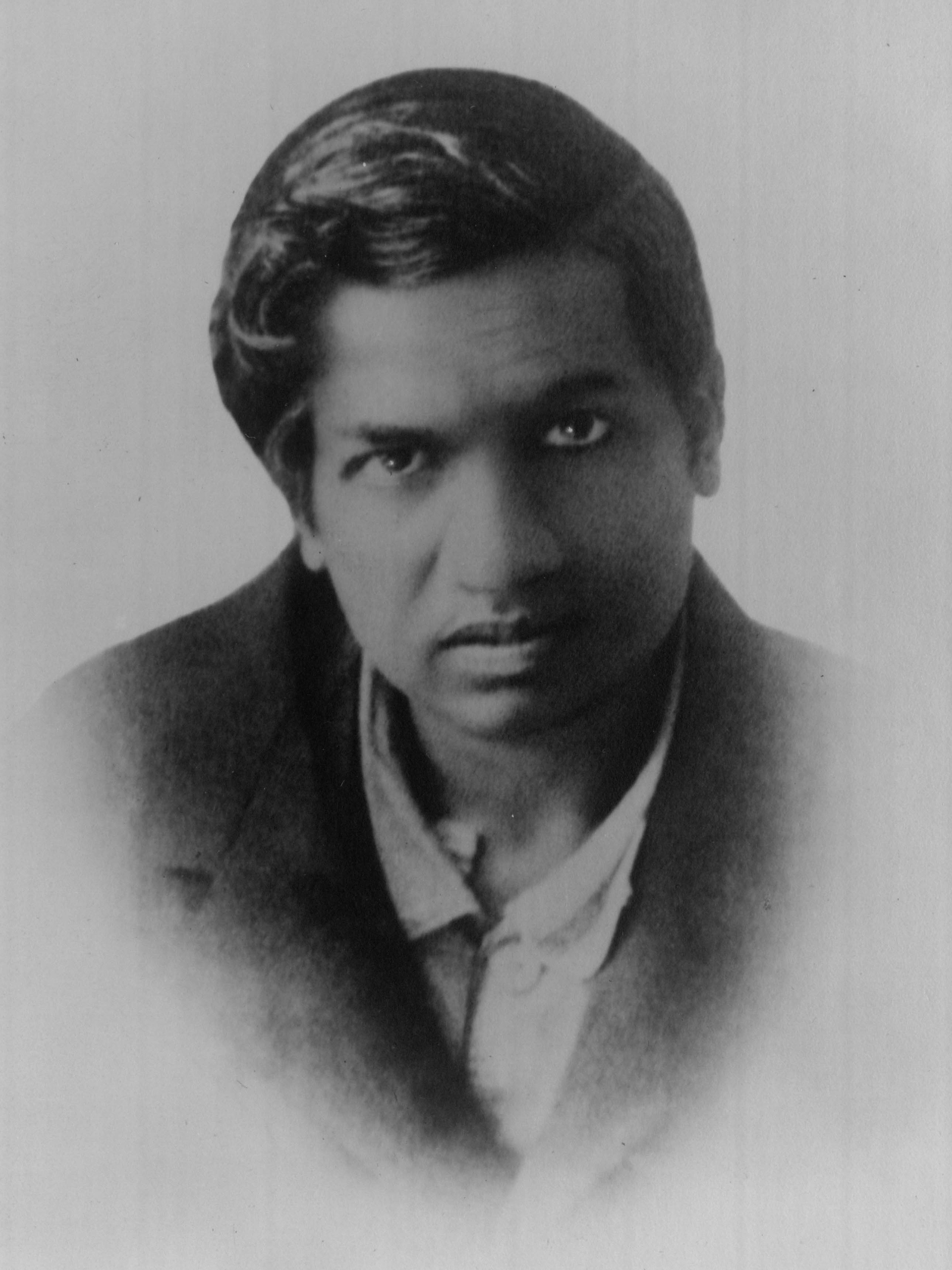
Srinivasa Ramanujan, que l'année a honoré.

En Inde et au Nigeria l'année 2012 est célébrée comme étant l'Année nationale des mathématiques. En Inde, l'Année nationale des mathématiques est célébrée comme un hommage au génie mathématique de Srinivasa Ramanujan, qui est né le 22 décembre 1887 et dont le 125e anniversaire tombe le 22 décembre 2012,. Au Nigeria, l'année 2012 est considérée Année nationale des mathématiques dans le cadre de l'effort du gouvernement fédéral en vue de promouvoir et de vulgariser l'étude des mathématiques,.

## Année nationale des mathématiques en Inde
La décision de désigner l'année 2012 Année nationale des mathématiques a été annoncée par Manmohan Singh, Premier ministre de l'Inde, pendant la cérémonie d'ouverture des festivités à l'occasion du 125e anniversaire de la naissance de Srinivasa Ramanujan, tenue à l'Université de Madras le 26 février 2012. Le Premier Ministre a également annoncé que le 22 décembre, sera célébré comme Jour national des mathématiques à partir de 2012.
Un comité d'organisation présidé par le Professeur M. S. Raghunathan, président de la Société mathématique Ramanujan, avec le Professeur Dinesh Singh, Secrétaire de la Société mathématique Ramanujan, en tant que secrétaire, a été formé pour élaborer et mettre en œuvre des programmes et projets dans le cadre de la célébration de l'Année nationale des mathématiques. Un comité national présidé par le Ministre du Kapil Sibal supervise les activités du comité d'organisation.

## Année nationale des mathématiques au Nigeria
Au Nigeria, les différentes activités prévues dans le cadre de la célébration de l'Année nationale des mathématiques sont centrées sur le thème Mathématiques : la clé de la transformation. Les événements débutent le 1er mars 2012 au Dôme Musa Yar'adua, à Abuja. Treize projets d'importance nationale sont prévus dans le cadre des célébrations.